# Nabu-bel-szumati
Nabu-bel-szumati (akad. Nabû-bēl-šumãti, tłum. „(bóg) Nabu jest panem imion”) – przywódca plemion chaldejskich w Kraju Nadmorskim; wnuk króla Babilonii Marduk-apla-iddiny II. Wspólnie z Szamasz-szuma-ukinem, plemionami arabskimi i Elamem zorganizował antyasyryjską rebelię w latach 652–648 p.n.e. Walczył o tron Babilonii przy wsparciu Elamu. Po niepowodzeniach zbiegł do Elamu, szukając ochrony u Humban-haltasza III. W obawie przed wydaniem w ręce Asyryjczyków nakazał się zabić giermkowi. Król elamicki odesłał zakonserwowane w soli zwłoki Nabu-bel-szumatiego  Aszurbanipalowi, który nie mogąc ukarać żywego odmówił zwłokom pochówku.